# 拉塔莎·科兰德
拉塔莎·科兰德（英語：LaTasha Colander，1976年8月23日—），美国女子田径运动员。她曾代表美国参加2000年和2004年夏季奥林匹克运动会田径比赛，其中2000年奥运会获得一枚金牌。